# 2022年俄罗斯反战抗议活动
自2022年2月24日起，俄羅斯軍事入侵烏克蘭的行動引起了俄羅斯國内的反戰聲浪。一些知识分子和政治公众人物公开发表了反对战争的声明，各地街头也有示威活动。
抗议遭到了俄罗斯政府的压制，OVD-Info表示2月24日至3月13日间有超过14,906人被捕。

## 反戰運動
在俄烏開戰前的幾周，就有跡象表明反战情绪在圣彼得堡增长。在2022年2月份，有150名左右俄羅斯人權運動者、作家及社會學者聯名向俄羅斯政府發表公開信《如果沒有戰爭多好！》（Лишь бы не было войны!）并在信中譴責RT電視台等俄羅斯國營媒體及政府中的對烏鷹派。
自2月24日俄羅斯入侵烏克蘭后，俄羅斯公衆人物如流行歌手瓦列里·梅拉泽、電視主持人伊万·乌尔甘特以及克谢尼娅·索布恰克首先在社交媒体上批評入侵行動。電臺主持人马克西姆·加尔金與亚历山大·古德科夫也谴责此戰爭。流行歌手斯维特兰娜·洛博达對此震驚道“怎麽會這樣？上帝啊，請結束這一切！”俄羅斯女子滑冰运动员叶夫根尼娅·梅德韦杰娃呼吁“這就像是一場噩夢，應該儘早結束”。
国际象棋选手扬·涅波姆尼亚希在推特上发文抗议俄羅斯對烏克蘭宣戰：“在漫長的历史中，曾出现很多黑色星期四——但今日比往年更至暗。”嘻哈歌手Oxxxymiron取消俄羅斯演出，並向社會呼籲應進行大規模示威活動，称俄羅斯的入侵行爲是“犯罪與災難”。俄羅斯國營梅耶荷德剧院中心主任叶莲娜·科瓦尔斯卡娅在戰爭爆發后辭職，并在社交媒體上写道：“我決不可能會為殺人犯工作，也恥于領取他的薪水”。
俄罗斯诺贝尔和平奖得主德米特里·穆拉托夫宣布，其主編的媒體《新报》新版將複印烏克蘭文版以示對烏克蘭的支持。穆拉托夫、米哈伊尔·济加尔、导演弗拉基米尔·米尔佐耶夫等人共同簽署一份公開宣言，該宣言声明乌克兰对俄罗斯不构成威胁，并呼吁俄罗斯全體公民 “應對這場戰爭說不！”。《生意人报》记者叶莲娜·切尔年科首先发起反战请愿书，有250多名记者聯署。另一封谴责战争的公開信由250多名俄羅斯科学家签署，第三封公开信由莫斯科及周邊城市的近200名工人签署。2月24日，人权活动家列夫·波诺马廖夫在互聯網发起反對入侵烏克蘭请愿，該筆請願截至當日获得28.9万个签名。
此外，俄羅斯各界還有不少名人譴責俄羅斯對烏克蘭的侵略行動，包括演員伊丽莎白·博亚尔斯卡娅、電視節目主持人叶卡捷琳娜·瓦尔纳瓦、詩人谢尔盖·甘德列夫斯基、音樂人鲍里斯·格列比翁希科夫、說唱歌手Zemfira、歷史學家安德烈·祖博夫、影像部落格主EeOneGuy、Kasta樂隊、書法家波克拉斯·拉姆帕斯、歌手玛妮扎、Neschastny Sluchai樂隊、歌手克里斯季娜·奥尔巴卡伊捷、記者列昂尼德·帕尔菲奥诺夫、音樂人马克西姆·波克罗夫斯基、喜劇演員丹尼拉·波佩列奇尼、出版商伊琳娜·普罗霍罗娃、足球運動員雅羅斯拉夫·拉基茨基、演員克谢尼娅·拉波波尔特、製片人亚历山大·罗德尼扬斯基、演員叶夫根尼娅·西蒙诺娃、喜劇演員加里克· 哈尔拉莫夫、音樂人尤里·舍夫舒克、政治學家叶卡捷琳娜·舒尔曼，以及前總統叶利钦的孫女玛丽亚·尤马舍娃（Мария Юмашева）。

## 反战象征

### 不要战争！
不要战争！（俄語：Нет войне!）是示威者在抗议活动中使用的反战口号。有部分儿童在手工制作的标牌上使用了这个口号，并试图放至于乌克兰驻俄罗斯大使馆旁。他们因这些行为被捕。
一些曾为俄罗斯对乌克兰的战争辩护的俄罗斯官员的亲属也通过“不要战争！”的标签表达了他们对克里姆林宫决定的反对。其中包括克里姆林宫官方代表德米特里·佩斯科夫的女儿丽莎佩斯科娃。

### 白蓝白旗
白蓝白旗是俄罗斯国旗去掉红色后形成的反战标志。根据反战抗议者的说法，红色代表血腥和暴力，国旗试图唤起诺夫哥罗德共和国的遗产。

## 街頭示威
在俄羅斯對烏克蘭宣戰當日下午，俄罗斯聯邦调查委员会向俄罗斯公民发出警告，如果參與 “緊張的外國政治情勢”有关的，未经當局批准的抗议活动，将面临嚴重的法律後果。社會活动家玛丽娜·利特维诺维奇2月24日晚在社群媒體Instagram上呼吁俄羅斯公民街头示威，在离开其居所时被警察扣留。当晚，俄罗斯各地城市，如莫斯科、聖彼得堡、葉卡捷琳堡有数千人走上街头反對战争。最大的示威活动发生在首都莫斯科，有2000名抗议者聚集在普希金广场附近；圣彼得堡则有多达1000名抗议者聚集，另有数百人在叶卡捷琳堡示威，在車里雅賓斯克、下诺夫哥罗德、新西伯利亚和彼尔姆也陸續發生示威活动。根据OVD-Info的報導，在俄羅斯53个城市至少有1,700人被捕，在莫斯科更有超过950人被捕。俄罗斯内政部給出的逮捕理由为“防疫政策仍在施行中。”聯合國譴責肆意逮捕抗議者，並要求立即釋放他們。
第二天（2月25日），莫斯科、聖彼得堡和其他城市的抗議活動繼續進行。在聖彼得堡，數百人聚集在市中心，高呼“不要戰爭！”。OVD-Info報告稱，在俄羅斯的26個城市有437人被拘留，其中莫斯科有226人，聖彼得堡有130人。
截至3月7日，已有超過1萬名俄羅斯人被逮捕。
2022年9月21日，俄罗斯总统普京在一个预先录制的公告中宣布，俄罗斯对乌克兰战争进入局部动员，并称将有30万额外人员被征召到乌克兰的军事行动中服役。俄罗斯反对派对此号召民众抗议这项决定。當天就有超過1300人因抗議而遭逮捕。後被捕人數擴大至逾二千人。

## 游击运动
2022年俄罗斯入侵乌克兰后，俄罗斯多地爆发游击运动，包括但不限于焚烧警察局、入伍登记办公室，破坏铁路等行为。

## 反应
联合国发言人谴责拘捕抗议者的行为，并呼吁当局释放被捕者。
在一段于2月25日放出的视频中，乌克兰总统弗拉基米尔·泽连斯基感谢俄罗斯的反战抗议者，并用俄语表示：
对于所有出去抗议的俄罗斯联邦公民，我想说：我们看到了你们。这意味着你们听到了我们的声音。
RT电视台和今日俄罗斯的主编玛格丽塔·西蒙尼扬反对反战抗议，并称：“如果你因俄罗斯人的身份感到羞耻，那你不必担心，你本就不是俄罗斯人”。以太坊的合作创始人、程序员維塔利克·布特林回应称：“去你妈的吧”。
据俄罗斯民意研究中心公布的一份民调显示，68%的俄罗斯人支持战争，22%的俄罗斯人反对战争，另有10%的人难以就这一问题给出明确答案。不過該調查機構的主要客戶是克里姆林宮和統一俄羅斯黨，其中立性和準確性存在爭議。記者娜塔莉娅·莫拉里曾指控該調查機構與克里姆林宮存在特殊關係；俄羅斯聯邦共產黨領導人久加诺夫亦曾批評其不具有客觀性和正確性。

## 外部連結
- [如果沒有戰爭多好！].   [2022-02-26]. （原始内容存档于2022-02-26） （俄语）.
- . The Guardian.   [2022-02-26]. （原始内容存档于2022-03-04） （英语）.